# Nico Rijnders
Nico Rijnders (Breda, 1947. július 30. – Brugge, Belgium, 1976. március 16.) válogatott holland labdarúgó, középpályás.

## Pályafutása

### Klubcsapatban
1965 és 1968 között a NAC Breda, 1968–69-ben a Go Ahead Eagles, 1969 és 1971 között az Ajax labdarúgója volt. Az Ajax csapatával egy bajnoki címet és két holland kupagyőzelmet ért el. Tagja volt az 1970–71-es idényben BEK-győztes együttesnek. 1971-ben a belga Club Brugge együtteséhez szerződött. 1972. november 12-én az RFC Liège elleni mérkőzésen a pályán összeesett és a klinikai halál állapotába került. A klub orvosa sikeresen újraélesztette, de teljesen sohasem épült fel és ezzel a játékos pályafutása véget ért. A Club Brugge segédedzőként alkalmazta, majd az alacsonyabb osztályú RC Harelbeke edzője volt. Három évvel az eset után 28 évesen elhunyt.

### A válogatottban
1970-71 között nyolc alkalommal szerepelt a holland válogatottban.

## Sikerei, díjai
Ajax
- Holland bajnokság
  - bajnok: 1969–70
- Holland kupa
  - győztes (2): 1970, 1971
- Bajnokcsapatok Európa-kupája
  - győztes: 1970–71

 Club Brugge
- Belga bajnokság
  - bajnok: 1972–73

## Statisztika

### Mérkőzései a holland válogatottban
| Hollandia | Hollandia           | Hollandia                     | Hollandia     | Hollandia | Hollandia     | Hollandia    | Hollandia | Hollandia |
| #         | Dátum               | Helyszín                      | Hazai         | Eredmény  | Vendég        | Kiírás       | Gólok     | Esemény   |
| --------- | ------------------- | ----------------------------- | ------------- | --------- | ------------- | ------------ | --------- | --------- |
| 1.        | 1969. április 16.   | Rotterdam, Feijenoord Stadion | Hollandia     | 2 – 0     | Csehszlovákia | barátságos   | -         |           |
| 2.        | 1969. május 7.      | Rotterdam, Feijenoord Stadion | Hollandia     | 1 – 0     | Lengyelország | vb-selejtező | -         | 46'       |
| 3.        | 1969. szeptember 7. | Chorzów, Stadion Śląski       | Lengyelország | 2 – 1     | Hollandia     | vb-selejtező | -         |           |
| 4.        | 1969. október 22.   | Rotterdam, Feijenoord Stadion | Hollandia     | 1 – 1     | Bulgária      | vb-selejtező | -         |           |
| 5.        | 1969. november 5.   | Amszterdam, Olimpiai Stadion  | Hollandia     | 0 – 1     | Anglia        | barátságos   | -         |           |
| 6.        | 1970. január 14.    | London, Wembley Stadion       | Anglia        | 0 – 0     | Hollandia     | barátságos   | -         | 65'       |
| 7.        | 1970. október 11.   | Rotterdam, Feijenoord Stadion | Hollandia     | 1 – 1     | Jugoszlávia   | Eb-selejtező | -         |           |
| 8.        | 1970. november 11.  | Drezda, Rudolf Harbig Stadion | NDK           | 1 – 0     | Hollandia     | Eb-selejtező | -         |           |
|           | Összesen            |                               |               | 8         | mérkőzés      |              | 0         | gól       |